# Île d'Omey
Pour l’article homonyme, voir Omey.
Omey Island ( en irlandais : Iomaidh ) est une île de marée située près de Claddaghduff, à l’ouest du Connemara, dans le comté de Galway en Irlande. Depuis le continent, l'île, presque cachée, pourrait passer inaperçue. Il est possible d'y accéder en voiture ou à pied en suivant une grande bande de sable signalée par des flèches. À marée haute, l'eau est suffisamment profonde pour submerger une voiture.

## Histoire

### Héritage monastique
Au début des années 1990, une équipe d'archéologues de la University College de Dublin a commencé à étudier le patrimoine monastique de l'île, connue depuis longtemps pour être le site d'un monastère et d'une colonie qui aurait été fondée par St Feichin. En fait, son nom dérive de l'irlandais Iomaidh Feichín, qui signifie lit ou siège de Feichín.
Les fouilles ont fourni de nouvelles informations sur le christianisme primitif en Irlande et ont permis de découvrir l'une des rares sépultures connues d'une femme dans un cimetière monastique. On pense que le site date du début du VIe siècle.
L'île d'Omey reste, à ce jour, un lieu de dévotion à Saint Feichín, avec un puits sacré situé à l'ouest et plusieurs autres lieux de piété. Cela comprend une église paroissiale médiévale qui lui est postérieure, avec la plupart de ses grosses pierres encore bien en place. L'ensemble de la construction était restée ensablée durant des siècles jusqu'à ce que le curé de la paroisse prenne les choses en main et, avec l'aide de la population locale, la désensable).
St Feichín aurait établi de nombreuses communautés de ce type dans l'ouest de l'Irlande et est considéré comme l'un des plus importants parmi les premiers fondateurs de la riche tradition du christianisme irlandais.

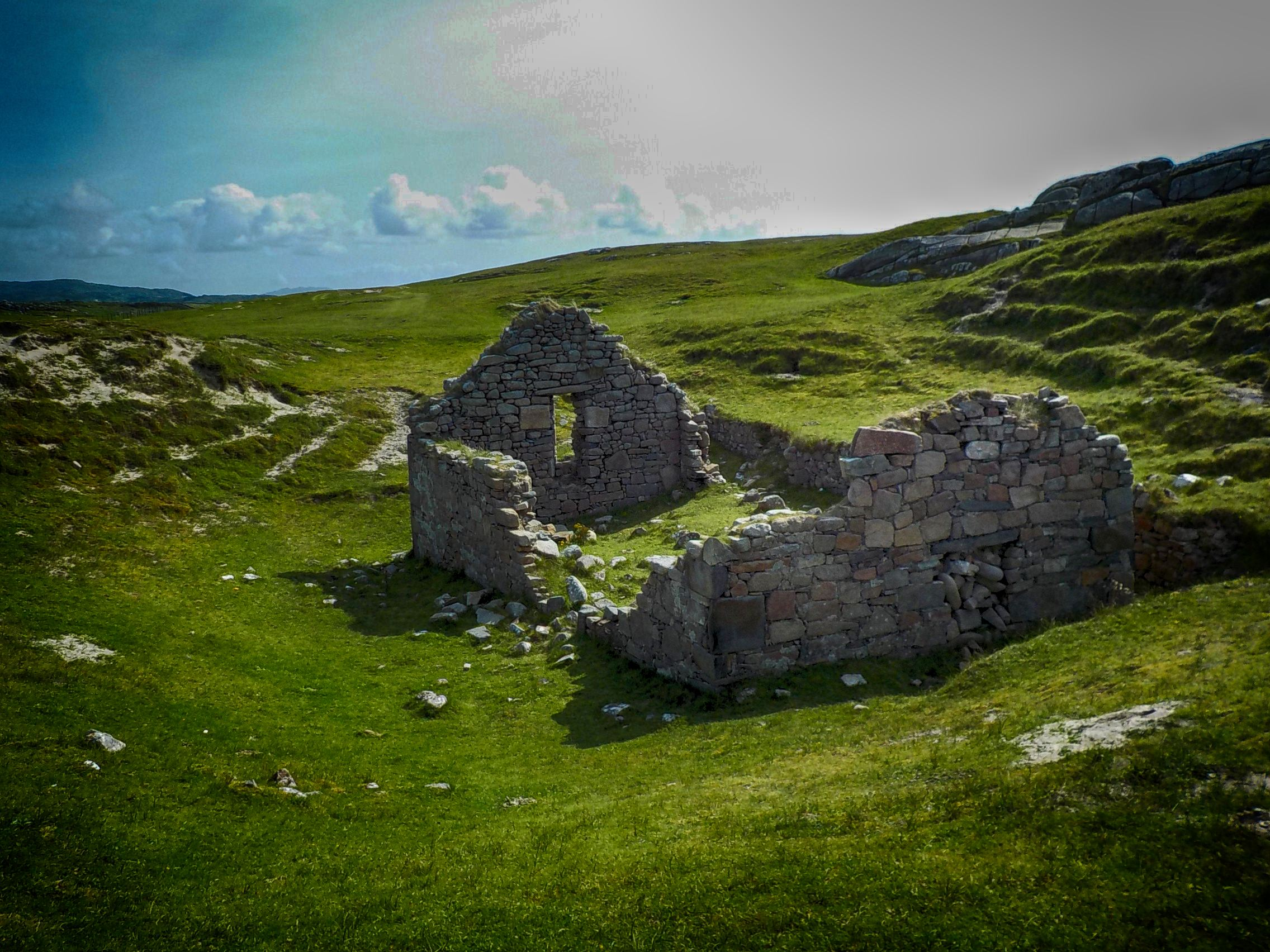
Ruines de l'église de Saint Feichin

### De la fin du Moyen Âge à nos jours
Les O'Tooles de Leinster se sont installés sur l'île au début des années 1500, sous la protection des O'Flahertys. Lors des colonies cromwelliennes, les Browns et D'Arcys prirent la relève. Au début des années 1800, deux townloands d'Omey appartenaient aux Martins de Ballynahinch et une aux D'Arcys de Clifden.
John MacNeice, un évêque de l'Église d'Irlande célèbre pour son opposition à l' alliance d'Ulster est né et a grandi à Omey.
Une description de la désolation qui régnait sur l'île est parue dans le Duffy's Hibernian Magazine : « Peut-il y avoir quoi que ce soit qui puisse distinguer ce lieu de plate et banale misère de tous ces autres lieux où règne la misère humaine tout au long des étendues les plus désolées de la côte irlandaise? Nous répondons oui : cette île pauvre et peu favorisée de l’ouest reculé, dont la moitié de la surface est recouverte par un lac et des marécages, tandis que l’autre moitié n’est guère plus que du sable poussé par le vent, la maigre végétation sur laquelle soufflent fréquemment les rafales du «Vent rouge» de l'Atlantique - cette île, nous disons, a sa propre histoire. Il s’agissait de la «Imagia insula» des anciens hagiologues Latins et, à notre connaissance, elle était le dernier endroit où le paganisme s’attardait en Irlande. Dans la seconde moitié du VIIe siècle, saint Feichin, le saint abbé de Fore, à Westmeath, trouva encore des habitants païens et se heurta à une violente opposition lors de la construction d'un monastère... » 
Au cours de l'hiver 1880-1881, Bernard Henry Becker, correspondant du Daily Mail, visita l'Irlande et écrivit à propos de Omey Island : « Par contre, la partie inhabitée de l'île n'est plus qu'un simple banc de sable. Il est recouvert de sable et aucune âme n'y habite. Mais il y a eu des gens là-bas qui s'accrochaient à leurs cabanes de pierre jusqu'à ce que le sable les recouvre enfin; de telle sorte qu'ils ne puissent être à juste titre qualifiés d'habitants ou de fouisseurs... Maintenant, j'ai vu de superbes pommes de terre poussant littéralement dans le sable à Scheveningen, et je n'ai pas été surpris d'apprendre qu'Omey Island était autrefois si célèbre pour cet aliment de base que peu de personnes se souciaient de faire autre chose. Mais il y a des difficultés partout, et c’est un travail fastidieux que de céder du terrain chez Omey. Il y a trop d'air frais ; car il souffle si fort que les gens ont peur de déranger la mince couche d'herbe qui recouvre la meilleure partie de l'île. 'Si vous cassez le shin de' euh, votre honneur, le vent chasse le sable et laisse vos patates nues. Et, par Dieu, il y a des nuits où les patates elles-mêmes seraient emportées par le vent. » Des déclarations comme celle-ci sont probablement exagérées, mais, à en juger par ma propre expérience, Omey est un endroit particulier entièrement dédié au temps qu'il fait". " 

## Lieux d'intérêt
À plusieurs endroits de l'île, on peut trouver des amas de coquilliers. La datation de certains d'entre eux les situe entre 1000-1500 av. J.-C.. Les ruines de Teampaill Feichin, l'église paroissiale médiévale, excavée du sable en 1981, se trouve sur le site de l'abbaye qui aurait été fondée par Saint Feichín. À proximité se trouve un puits sacré entouré d’un petit sanctuaire.

## Démographie
Avant la grande famine, dans la première moitié du XIXe siècle, la population de l'île était à son apogée avec plusieurs centaines de personnes qui y vivaient. L'École Nationale (ouverte en 1883) a fermé ses portes en 1973. En 1988, il ne restait que trois ménages. En fait, pendant plus de 30 ans, jusqu'à sa mort en 2017, le seul habitant à temps plein de l'île a été l'ancien cascadeur et lutteur Pascal Whelan,. Le poète irlandais Richard Murphy a vécu quelque temps sur l’île Omey où il a construit une retraite octogonale qui existe toujours. En 2003, l'artiste irlandais Sean Corcoran a été témoin de l'apparition d'une créature étrange dans le lac qu'il décrit comme étant similaire à un Dobhar-chu (Maître Otter),. Le cimetière de l'île est encore utilisé aujourd'hui (Ula Bhreandain). 
Le tableau ci-contre présente des données sur la population de l'île d'Omey tirées de Découvrez les îles d'Irlande (Alex Ritsema, Collins Press, 1999) et du Census of Ireland.
Le dernier résident permanent de l'île, le cascadeur Pascal Whelan, est décédé en février 2017 à l'âge de 75 ans.

## Évènements
La plage est le lieu de rendez-vous des courses annuelles d'Omey, rétablies en 2001.Cette course de chevaux a lieu en fin d’été (juillet / août).

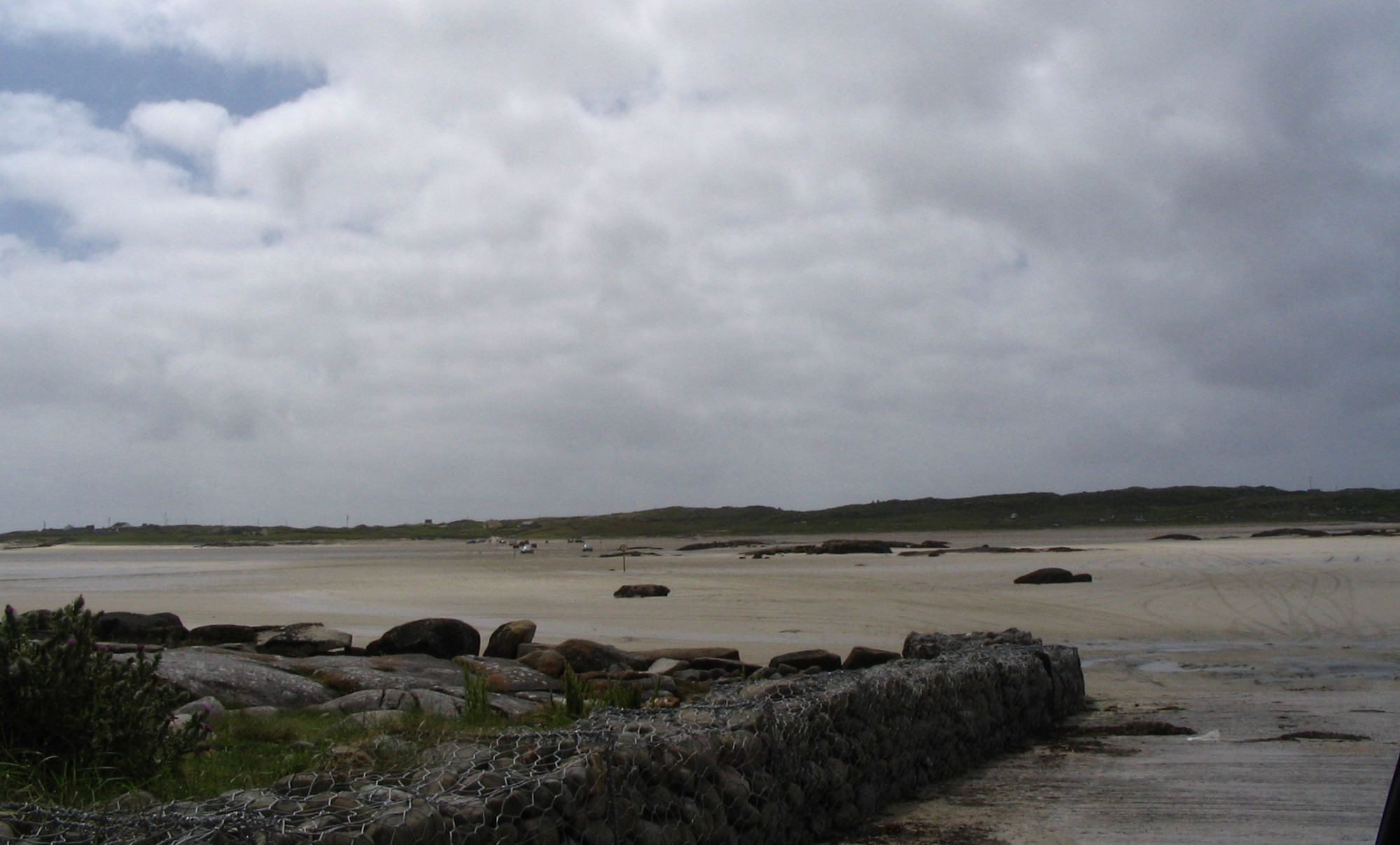
Accès à marée basse à partir de Claddaghduff Quay.
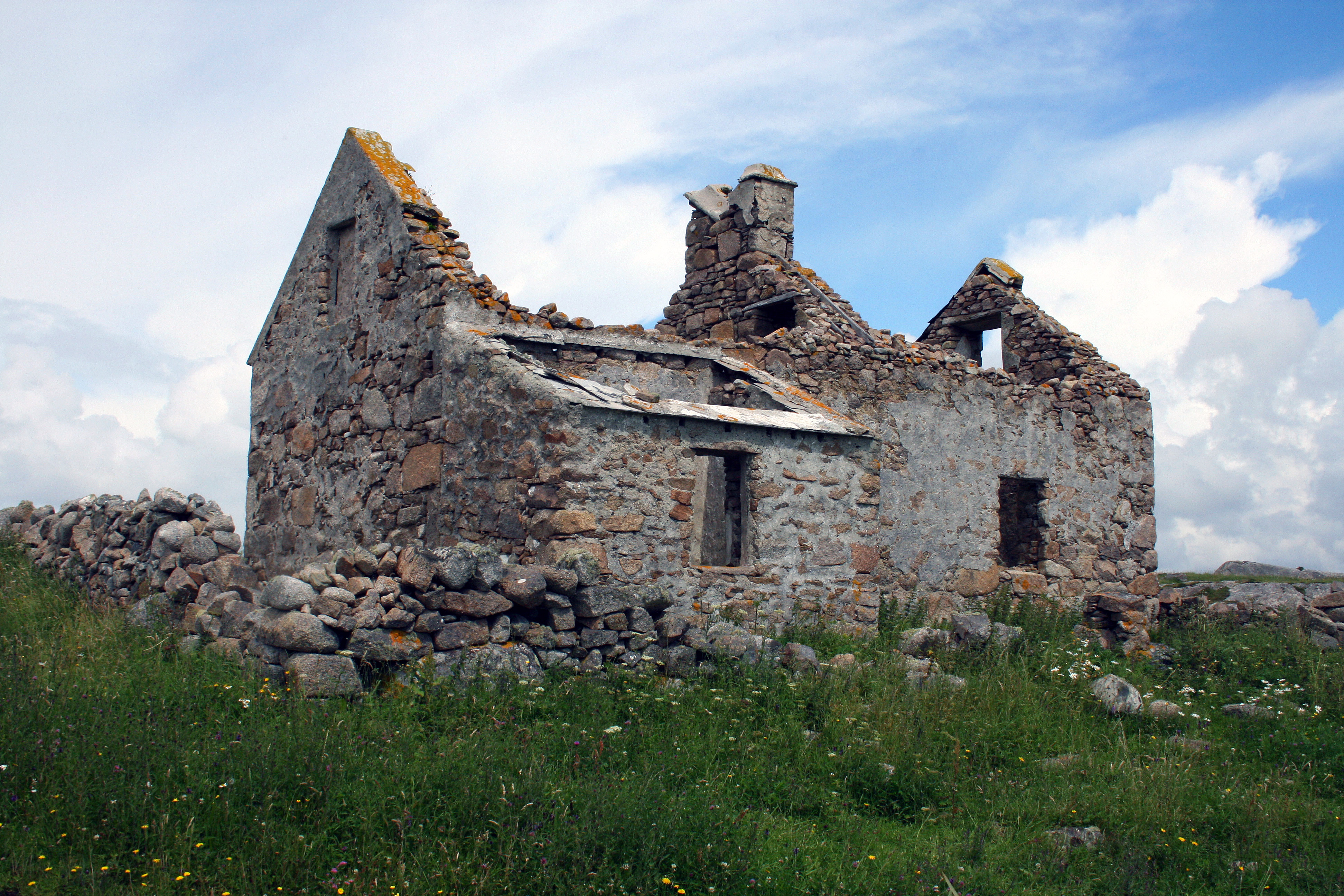
Ferme en ruine.
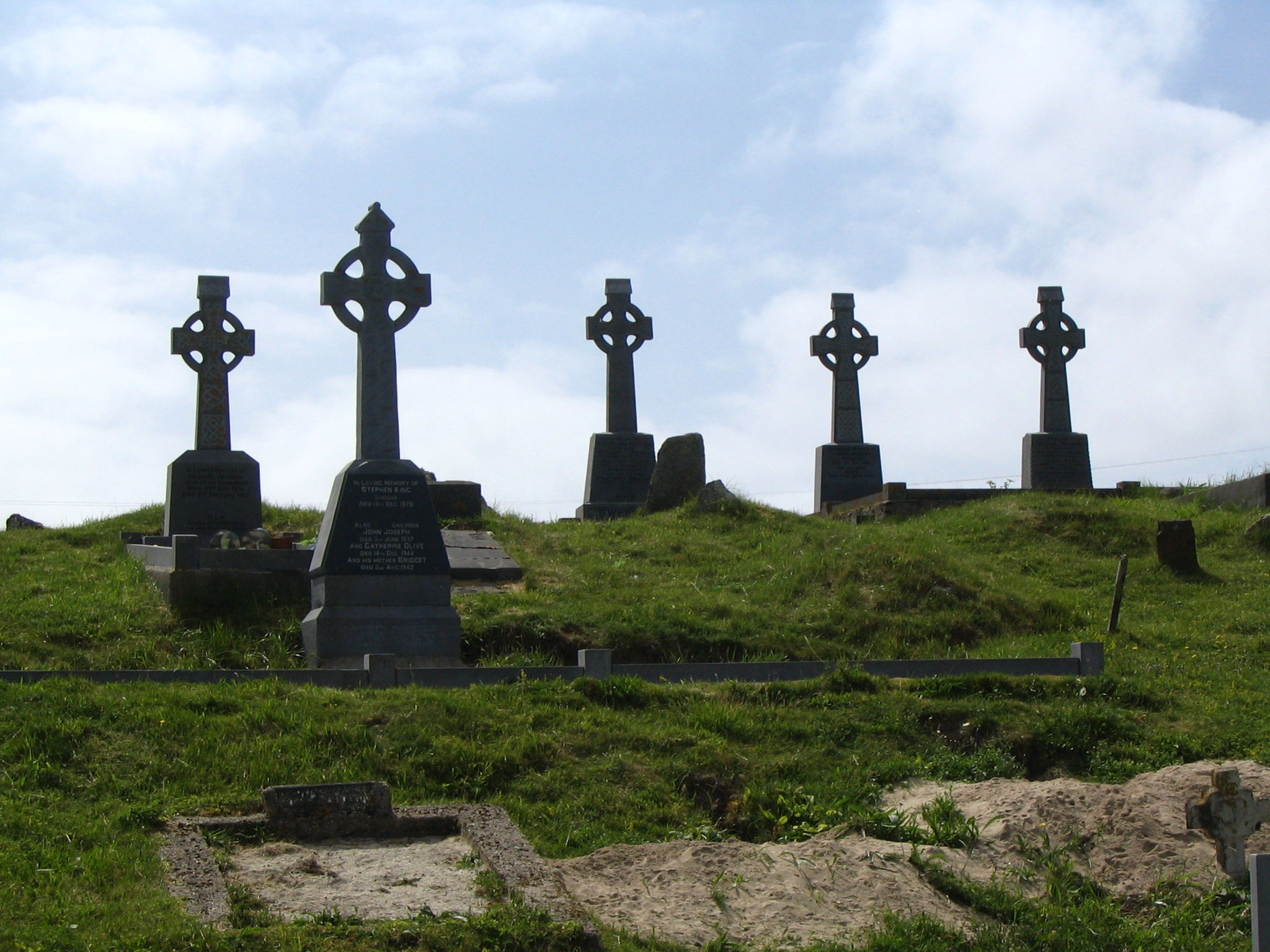
Ancien cimetière.